# Оржель, Алексей Анатольевич
Алексей Анатольевич Оржель (укр. Олексій Анатолійович Оржель; род. 26 января 1984 года, Киев) — украинский общественный деятель и политик. Эксперт в области топливно-энергетического комплекса. Руководитель сектора «Энергетика» Офиса эффективного регулирования (BRDO).
Народный депутат Украины 9-го созыва от партии «Слуга народа». С 29 августа 2019 по 4 марта 2020 — министр энергетики и защиты окружающей среды.

## Биография
Окончил Институт энергосбережения и энергоменеджмента Киевского политехнического института, получил степень магистра по специальности «Энергетический менеджмент». Участник специализированных конференций и семинаров.
С 2006 года по 2014 год работал на различных должностях в Национальном регуляторе в сфере энергетики. С 2014 года работает в частном секторе.
Председатель Украинской ассоциации возобновляемой энергетики.
Кандидат в народные депутаты от партии «Слуга народа» на парламентских выборах 2019 года, № 16 в списке. Беспартийный, проживает в Киеве.
С 29 августа 2019 года министр энергетики и защиты окружающей среды в правительстве Гончарука.
Член Национального инвестиционного совета (с 24 декабря 2019).
4 марта 2020 года освобожден от занимаемой должности.